# Szórakozás

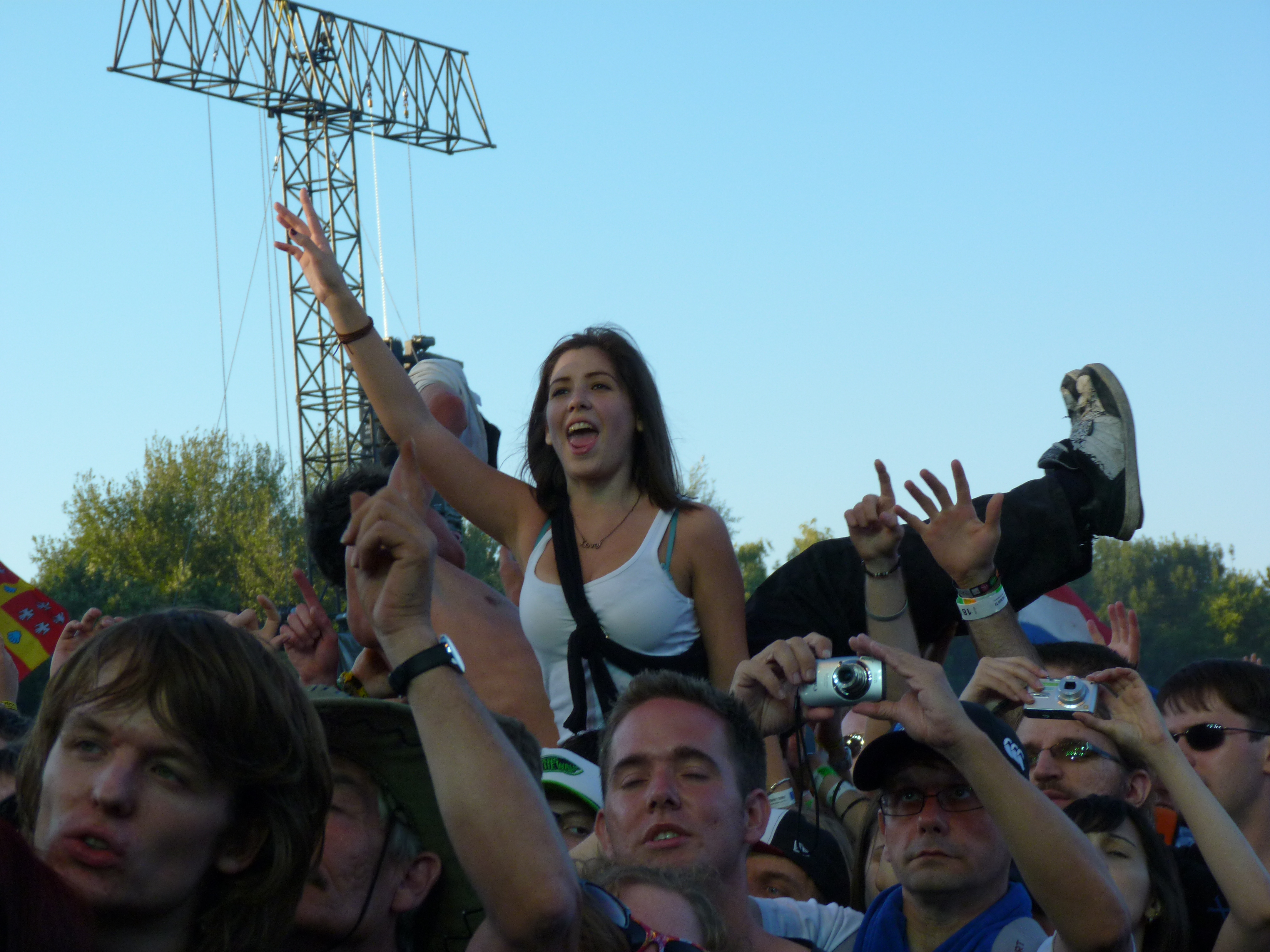
Koncerten szórakozó fiatalok

A szórakozás (a szórakozik ige és az "-ás" főnévképző keresztezése) az az állapot, amikor valami szórakoztatja az embereket. Olyan tevékenység, ami fenntartja az emberek figyelmét, és örömöt nyújt nekik. Egy ötlet vagy egy feladat is lehet szórakoztató, de leginkább azok a tevékenységek vagy események, amelyek több ezer éve fejlődtek ki, kifejezetten azzal a céllal, hogy lekössék az embereket.
Minden embert más szórakoztat, mert az emberek véleményei különbözőek, de a legtöbb szórakozási lehetőség, például a zene, a dráma vagy a tánc, és az előadás különféle fajtái minden kultúrában jelen vannak, mára kifinomulttá váltak, és mindenkinek elérhetőek. A modern időkben kialakult a szórakoztatóipar, amely erre a célra kialakított termékeket készít és árul (például: CD, DVD). 
A szórakozás fogalmát a legtöbb ember a mókával, örömmel azonosítja. Viszont több szórakoztatási formának is komoly célja van. Így lehetséges az, hogy valami szórakoztatónak tűnik, de közben tágítja az emberek látókörét.
A szórakoztatás fontos eleme a közönség, ami egy kikapcsolódási tevékenységét szórakozássá változtat. A közönségnek lehet passzív szerepe, például egy színjáték, opera, televíziós sorozat vagy film nézése közben, vagy aktív szerepe, például egy játék közben.
A szórakozás lehet közösségi vagy nyilvános, komoly, szervezett jellegű (például a színház vagy egy koncert esetén), vagy spontán (például, amikor a gyerekek játszanak).
A szórakozás mindig fejlődik, mivel a kultúra, a technológia és a divat is fejlődik. Egy zenei fesztivál, egy filmfesztivál vagy egy tánc előadás akár több napig is szórakoztathatja a közönséget.
Némely szórakozási forma, például a nyilvános kivégzés, illegálisnak számít a legtöbb országban. Olyan tevékenységek, mint a vívás vagy a nyilazás, mára sportok lettek. Más tevékenységek, például a főzés, professzionálissá vált, olyan mértékben, hogy versenyek formájában rendezik meg és szórakozásképpen közvetítik a nagyközönség számára. Ami valakinek szórakozás, az másnak kegyetlenség vagy akár munka is lehet.
A pszichológusok szerint a szórakozás lényege az elégedettség megszerzése. Ez az oktatás és a marketing ellentéte. Viszont kialakult a tanulás olyan formája, amely egyben szórakoztató is (ezt az angol nyelv "edutainment"-nek vagy "infotainment"-nek nevezi). A szórakozás és a tanulás pszichológiáját mindezen területeken alkalmazták. A szórakozva oktatás megpróbálja egyesíteni a két fogalom legjobb elemeit. Némelyek mások fájdalmának vagy a boldogtalanságuk gondolatának örülnek (káröröm).
A szórakozás némely formája komoly filozófiai kérdéseket is felvethet, például: "Mit jelent embernek lenni?", "Mi a helyes dolog?", "Honnan tudom, hogy mit tudok?". Az élet értelme például olyan téma, amelyet a film, a zene és az irodalom gyakran feldolgoz. Példa erre William Shakespeare Hamlet című műve, vagy a Mátrix, amely a tudással foglalkozik. A film az egész világon megjelent. A regények nagy teret engednek ezeknek a témáknak a kivizsgálására, miközben szórakoztatják olvasóikat. A Galaxis útikalauz stopposoknak például olyan mű, amely szórakoztató formában feszeget filozófiai kérdéseket, és több formában is feldolgozták, és több nyelvre is lefordították. Olyan témákról szól, mint az élet értelme, a szórakozás etikája, a mesterséges intelligencia, különböző világok, Isten, illetve a filozófiai módszer.
Úgyszintén filozófia,- illetve nyelvtani és szociológiai megközelítés az a meghatározás, miszerint a "szórakozás" fogalma a "szór" ige továbbképzéséből ered és egy folytonosságot, - vagy ismétlődő tevékenységet - illetve annak egzisztenciális kölcsönösségét határozza meg.

## Jegyzeiek
1. ↑   Szórakozás. Wikiszótár
2. ↑  Zillmann, Dolf. Media Entertainment – the psychology of its appeal. Mahwah, NJ: Lawrence Erlbaum Associates, Inc. Taylor & Francis e-library, vii. o. (2000). ISBN 978-0-8058-3324-9
3. ↑   Például a matketingszak maálon az ember "szórakozni" fog, viszont a kifejezés nem a kellemes időtöltést hivatott megfogalmazni, hanem az egzisztenciális költségét az adott tevékenységnek. Azaz, egy fesztiválon az ember jól érezheti magát, de a "szórakozása" azt az "időt- és pénzt" fogja magába foglalni valójában, amit rászánt a tevékenységre, és a tevékenységtől elvárt érzelmi alapú kihatásokra. etingszakember a reklámüzenetet nem reklámüzenettel keveri a rádióban, a televízióban, a filmeken, videókban és játékokban. Shrum, L.J.J.. The Psychology of Entertainment Media, 2nd, Routledge (2012). ISBN 978-1-84872-944-5
4. ↑   Entertainment-Education and Social Change: History, Research, and Practice. Taylor & Francis (2008). ISBN 978-1-4106-0959-5
5. ↑   Digital Games and Learning. London; New York: Continuum International Publishing Group (2011). ISBN 978-1-4411-9870-9
6. ↑   The Matrix and Philosophy. Peru, IL: Carus Publishing Company, 196. o. (2002). ISBN 978-0-8126-9502-1
7. ↑  IMDb The Matrix worldwide release dates
8. ↑  Jones, Peter. Philosophy and the Novel (1975)
9. ↑  Simpson, M.J.. The Pocket Essential Hitchhiker's Guide, 2nd, Pocket Essentials, 120. o. (2005). ISBN 978-1-904048-46-6
10. ↑   Philosophy and The Hitchhiker's Guide to the Galaxy. Houndmills, Basingstoke, Hampshire; New York: Palgrave Macmillan (2012). ISBN 978-0-230-29112-6